# آلبالوی ترکمنستانی
آلبالوی ترکمنستانی (نام علمی: Prunus turcomanica) مترادف (نام علمی: Cerasus turcomanica) نام یکی از گونه‌های زیرسرده گیلاس (زیرسرده) است. این زیرسرده در ایران ۹ گونه درخت و درختچه دارد که اکثراً در مناطق کوهستانی و صخره‌ای پراکنده‌اند.